# Else Himmelheber
Else Himmelheber (* 30. Januar 1905 in Stuttgart-Ostheim; † 30. November 1944 im KZ Dachau) war eine deutsche Widerstandskämpferin gegen den Nationalsozialismus.

## Leben
Else Himmelheber stammte aus einer Arbeiterfamilie. 1911 zogen die sechs Personen in eine Zweizimmerwohnung in der Adlerstraße 24 in Heslach. Der Vater Philipp Himmelheber starb auf dem Rückmarsch aus dem Ersten Weltkrieg an Lungenentzündung. Die Mutter ernährte ihre vier Kinder durch Näharbeiten.
Else Himmelheber besuchte sieben Jahre die Volksschule und wurde später Kontoristin. Sie schloss sich im Alter von 13 Jahren der kommunistischen Jugendorganisation an. Ab 1921 war sie Mitglied der Naturfreundejugend, ab 1924 der KJD und ab 1926 der KPD. Außerdem war sie zeitweise Leiterin des Jungspartakusbundes. 1925 hielt sie beim Reichsparteitag der KPD ein Referat über Frauenarbeit, 1928 oder 1931 zog sie nach Berlin. Sie gehörte zu einer Delegation des Bundes der Freunde der Sowjetunion, die nach Moskau reiste, wo Else Himmelheber zeitweise als Verkäuferin in einer deutschen Buchhandlung arbeitete. Nach Berlin zurückgekehrt, hatte sie dort bei der Reichsleitung der KPD eine Anstellung und schrieb Artikel für Parteizeitungen. 1931 war Else Himmelheber Hauptrednerin auf dem Kampfkongress der Frauen von Rhein und Ruhr in Düsseldorf. Ein Jahr später beendete sie ihre offizielle Arbeit im Zentralkomitee der KPD und meldete sich erwerbslos. Sie begann nach der Machtübertragung an die NSDAP 1933 mit der Untergrundarbeit für die KPD, was am 20. November 1933 zu ihrer Verhaftung führte. Zunächst wurde sie zu zweieinhalb Jahren Zuchthaus verurteilt und danach ins KZ Moringen eingewiesen. Aufgrund einer Begnadigung durch Reichsführer SS Heinrich Himmler wurde sie 1938 aus dem Konzentrationslager entlassen. Weil Himmler ausschließlich blonden Frauen diesen Gnadenakt gewährte, färbte Else Himmelheber sich nach ihrer Entlassung aus Protest die Haare schwarz. Sie zog nun wieder in die elterliche Wohnung bei Stuttgart, wo sie 1943 Friedrich Schlotterbeck wiedertraf, mit dem sie seit der gemeinsamen kommunistischen Jugendarbeit bekannt war. Schlotterbeck hatte eine Haftzeit im KZ Welzheim von 1937 bis 1943 überlebt. Im Januar 1944 nahm ein alter Bekannter, Eugen Nesper, der angeblich von den Alliierten gefangen genommen worden und als illegaler Fallschirmspringer wieder nach Deutschland gelangt war, zu Schlotterbeck Kontakt auf. Um diesen Mann bildete sich ein Kreis von Widerstandskämpfern, der zunächst aus Friedrich Schlotterbeck, dessen jüngerem Bruder Hermann Schlotterbeck, Karl Stäbler und Else Himmelheber bestand und sich bald erweiterte. Nesper allerdings verriet die Gruppe an die Gestapo, gestand dies aber, als die Repressalien gegenüber Schlotterbeck und seinem Kreis zunahmen, auch wiederum der Widerstandsgruppe.
Else Himmelheber und Friedrich Schlotterbeck waren inzwischen verlobt. Eine Woche vor dem Hochzeitstermin beschlossen sie, ebenso wie Karl Stäbler und Hermann Schlotterbeck, zu fliehen. Die vier Personen wollten einzeln die Schweizer Grenze passieren. Nachdem die Gestapo ein Funkgerät der Gruppe erbeutet hatte und in deren Namen falsche Nachrichten nach Moskau sendete, war es besonders wichtig, dass wenigstens ein Mitglied der Widerstandsgruppe über die Grenze gelangte und diesen Fehlinformationen einen Riegel vorschob. Während Friedrich Schlotterbeck in die Schweiz entkommen konnte, misslang Else Himmelheber die Flucht. Auch Hermann Schlotterbeck, der später in einem Wald bei Riedlingen von SS-Männern ermordet wurde, und Karl Stäbler konnten die Grenze nicht passieren.

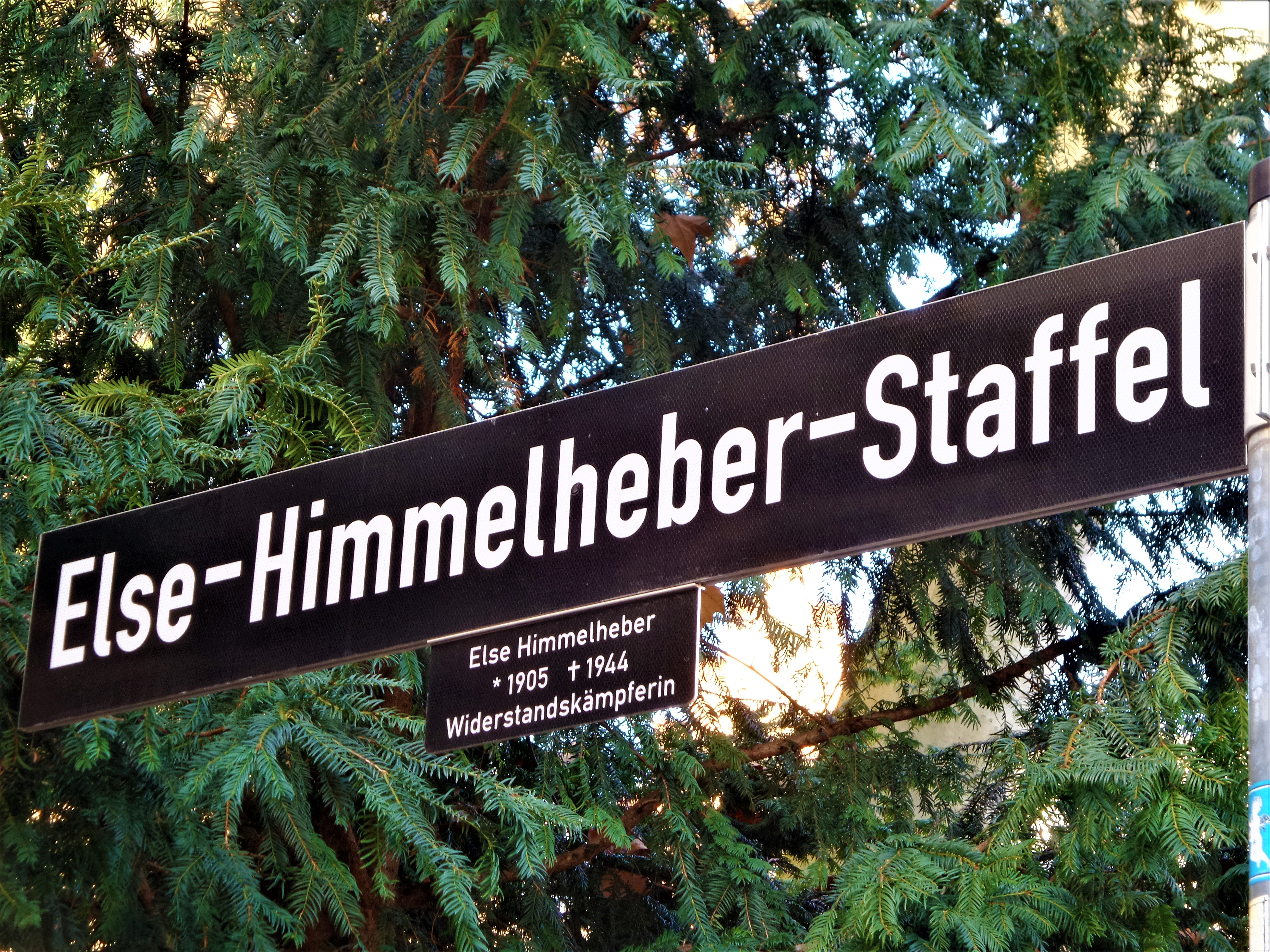
Else-Himmelheber-Staffel in Stuttgart-Süd

Nach Verhören in der Stuttgarter Gestapozentrale, in denen Else Himmelheber – vermutlich trotz Folter – nichts über ihre Verbindungen zum Schlotterbeckkreis verriet, wurde sie zusammen mit den Eltern und der Schwester Schlotterbecks, Gertrud Lutz, sowie einigen Bekannten und Nachbarn, die gar nichts mit dem Widerstandskreis zu tun gehabt hatten, aber auch verhaftet worden waren, ins KZ Dachau gebracht. Dort wurden sie am 30. November 1944 erschossen.

## Ehrungen
Vor Else Himmelhebers ehemaliger Wohnung in der Adlerstraße 24 wurde ein Stolperstein verlegt. Die Else-Himmelheber-Staffel zur Karlshöhe in Stuttgart-Süd ist seit 1996 nach ihr benannt.